# Горы Гамбурцева
Горы Гамбурцева (также Горный хребет Гамбурцева, подлёдные горы Гамбурцева) — система подлёдных гор в центральной части Восточной Антарктиды, вблизи Купола А. Согласно «Атласу Антарктики» (1966), координаты центральной точки гор Гамбурцева: 80°30′ ю. ш. 76°00′ в. д.
Длина формации составляет 1200—1300 км, ширина — 200—500 км. Наивысшие известные высоты — 2990 м и 3390 м. Высота ледового покрова не менее 600 м, попадаются участки, где ледовая толща больше 4 км. Считается, что размерами горная система величиной с европейские Альпы. Восточным продолжением горной системы являются подлёдные горы Восток. Горы открыты 3-й советской антарктической экспедицией в 1958 году и названы в честь советского геофизика и академика Григория Гамбурцева (1903—1955). Открытие формации было значительным сюрпризом для геологов, ведь до этого преобладала гипотеза, что подлёдный ландшафт Антарктиды представляет собой равнину без каких-либо внятных геологических формаций, вроде равнин Канады.
Долгое время горы Гамбурцева были почти не исследованы из-за очевидных трудностей доступа к формации. В 2008—2009 годах действовал международный проект по изучению горной системы — AGAP (англ. Antarctica’s Gamburtsev Province), в ходе которого была составлена карта горного массива с помощью радаров во время радиозондирования с самолётов, измерения магнитного поля и гравитации, сейсмозондирования.
Впервые Горы Гамбурцева сформировались более 1 млрд лет назад в ходе образования суперконтинента Родиния в результате столкновения древних материков. Именно тогда сформировались плотные коренные породы, своеобразный литосферный киль которых проник вглубь верхнего слоя мантии, ядро горной системы. В течение сотен миллионов лет горы постепенно разрушались в ходе эрозионных процессов, в конце концов неизменными на протяжении 750 млн лет сохранились только древние коренные породы.
Примерно 250—100 млн лет назад в районе будущих гор Гамбурцева, поблизости от старых коренных пород, начались процессы рифтогенеза, вследствие раскола суперконтинента Гондвана, что привело к поднятию киля, его нагреву, как следствие — «омоложению» и восстановлению горной системы. Таким образом был объяснён парадокс, как такие сравнительно молодые горы могли существовать посреди древнего континента. Антарктические же ледники сохранили горный массив от чрезмерной эрозии.
Согласно современным палеоклиматическим моделям, нынешний Восточно-антарктический ледниковый щит, занимает львиную долю территории Антарктиды, начал формироваться около 35-33 млн лет назад в эоценовый период, когда снежные шапки вершин Гор Гамбурцева начали разрастаться, впоследствии объединившись в единый ледовый массив, в конце концов покрыл многометровым слоем весь континент.